# أنالوجة
أنالوجة (بالإنجليزية: Analucheh)‏ هي قرية تقع في قسم كبوتر سرخ الريفي (مقاطعة تشادغان) في إيران. يقدر عدد سكانها بـ 1,813 نسمة .